# Daniel Binswanger
Daniel Binswanger (* 1969 in Zürich) ist ein Schweizer Journalist und Co-Chefredaktor des Online-Magazins Republik.
Binswanger hat in Paris, London und Berlin Philosophie und Literaturwissenschaften studiert.
Von 2004 bis 2006 war er von Paris aus für die Weltwoche tätig, ab 2007 war er Paris-Korrespondent des Tages-Anzeigers. In verschiedenen Beiträgen hat er die postmoderne Philosophie kritisiert. Für Das Magazin, die Wochenendbeilage von Tages-Anzeiger, Basler Zeitung, Berner Zeitung und Der Bund, schrieb er bis Ende November 2017 jede Woche einen Kommentar zu wirtschafts- und gesellschaftspolitischen Themen, wobei er vornehmlich linksliberale und sozialdemokratische Positionen einnahm. Am Zürcher Theater Neumarkt moderiert er die Salongespräche. Seit 2018 ist er Redaktor des Online-Magazins Republik und aktuell deren Co-Chefredaktor.